# Seán O'Neill
 (juin 2022).
Si vous disposez d'ouvrages ou d'articles de référence ou si vous connaissez des sites web de qualité traitant du thème abordé ici, merci de compléter l'article en donnant les références utiles à sa vérifiabilité et en les liant à la section « Notes et références ».
Pour les articles homonymes, voir O'Neill.
Seán O'Neill est un joueur britannique de football gaélique qui joua attaquant dans l’équipe du Comté de Down.
O'Neill est considéré comme un des plus grands attaquants de l’histoire du football gaélique marquant 85 buts et plus de 500 points pour son équipe du Comté de Down. Il fit partie de l’équipe qui gagna par trois fois le All-Ireland Senior football championship en 1960, 1961 et 1968.
Il gagne aussi sept championnat d’Ulster et 8 Railway Cup en 1960, 1963 à 1966, 1968, 1970 et 1971, trois National League.

## Biographie
Il a joué toute sa carrière dans le club de Newry Mitchel's GFC avec lequel il remporta à quatre reprises le championnat du Comté de Down.
O’Neill est à deux reprises nommé dans l’équipe All-Star (1971 et 1972).
En 1999, il est nommé par la GAA dans l’équipe du millénaire.